# 弗勒贝库尔
弗勒贝库尔（法語：Frebécourt，法語發音：[fʁəbekuʁ]）是法国大東部大區孚日省的一个市镇，属于讷沙托区。

## 地理
弗勒贝库尔（48°23'35"N, 5°40'25"E）面积10.53 平方千米，位于法国大東部大區孚日省，该省份为法国东北部内陆省份，北起默兹省和默尔特-摩泽尔省，西接上马恩省，南至上索恩省和贝尔福地区省，东临上莱茵省和下莱茵省。
与弗勒贝库尔接壤的市镇（或旧市镇、城区）包括：库塞、蒙莱讷沙托、锡奥讷、讷沙托。
弗勒贝库尔的时区为UTC+01:00、UTC+02:00（夏令时）。

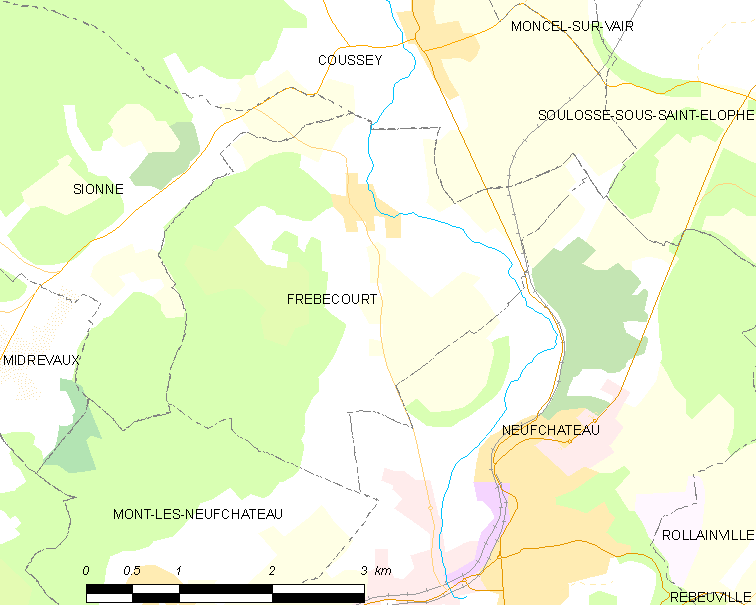
弗勒贝库尔的OSM定位图

## 行政
弗勒贝库尔的邮政编码为88630，INSEE市镇编码为88183。

## 政治
弗勒贝库尔所属的省级选区为讷沙托县。

## 人口

1962-2008年间弗勒贝库尔人口变化图示

弗勒贝库尔于2022年1月1日时的人口数量为352人。